# Guadalupe Nettel
 (février 2024).
Guadalupe Nettel est une romancière et nouvelliste née à Mexico en 1973, lauréate de nombreuses distinctions littéraires dont le Prix Herralde et le Prix Anna-Seghers. Ses livres sont traduits dans une vingtaine de langues.  

## Biographie
Guadalupe Nettel a passé son enfance au Mexique et en France, où elle a obtenu le titre de docteur ès sciences du langage à l'École des hautes études en sciences sociales. Elle est l'autrice de quatre romans : L'hôte, Actes Sud 2006, Le corps où je suis née, Actes Sud 2012, et Après l'hiver Buchet/Chastel 2015, Prix Herralde 2014 et de quatre recueils de nouvelles (Juegos de artificio, Les jours fossiles, Pétales et autres histoires embarassantes, Actes Sud 2009 et La vie de couple des poissons rouges, Buchet/Chastel 2015). Elle a aussi publié Octavio Paz, las palabras en libertad (Taurus-Colmex).
Son premier roman, El Huésped (Anagrama, 2006), a été publié simultanément en français par les éditions Actes Sud sous le titre L'Hôte.
Guadalupe Nettel collabore à des revues et suppléments littéraires internationaux comme Granta, El País, La Stampa, La Repubblica, The New York Times et The White Review.
Elle dirige actuellement la Revista de la Universidad de México.

## Œuvres
- L’Hôte, Actes Sud, 2006 ((es) El Huésped, Anagrama, 2006)
- Le Corps où je suis née, Actes Sud, 2012 ((es) El cuerpo en que nací, Anagrama, 2011)
- Après l’hiver, Buchet/Chastel, 2015 ((es) Después del invierno, Anagrama, 2014)
- L’oiseau rare, Dalva éditions, 2021 ((es) La hija única, Anagrama, 2020)

### Nouvelles
- (fr) Les Jours fossiles, L'éclose, 2003
- Pétales et autres histoires embarrassantes, Actes Sud, 2009 ((es) Pétalos y otras historias incómodas, Anagrama, 2008)
- La vie de couple des poissons rouges, Buchet/Chastel, 2015 ((es) El matrimonio de los peces rojos, Anagrama, 2013)

## Prix
- Premio Calamo, 2020
- Premio Herralde de novela, 2014
- Premio Internacional de Narrativa Breve Ribera del Duero, 2013
- Prix Antonin Artaud, 2009
- Prix Anna Seghers, 2009
- Prix National de Littérature Gilberto Owen, 2007
- Prix de la Meilleure Nouvelle en langue française pour les pays non francophones de Radio France internationale RFI/ ACCT, 1992

### Articles et entretiens
- Virginie Bloch-Lainé, «Guadalupe Nettel, romancière mexicaine: "Notre relation aux êtres différents, c’est un motif qui me passionne"», Libération, 11 mars 2022.
- Anatxu Zabalbeascoa,  « Guadalupe Nettel: “Antes, si una mujer elegía no ser madre, quedaba sumida en la sospecha” », El País, 24 avril 2021.
- Raffaella De Santis, «Guadalupe Nettel, estetica ed etica del mostro», La Repubblica, 8 septembre 2020.
- Ariane Singer, « Guadalupe Nettel brûle pour Paris la froide », Le Monde des Livres, 24 novembre 2016.
- Natalie Levisalles, « Guadalupe Nettel: "Le départ est toujours un horizon" », Libération, 4 novembre 2016.
- Patricia Martin, « "Après l'hiver" de Guadalupe Nettel », France-Inter, 10 septembre 2016.